# Cham (peuple)
Pour les articles homonymes, voir Cham.
Le peuple cham prononcé « tchame » ( cham : Urang Campa | ꨂꨣꩃ ꨌꩌꨚ, khmer : ជនជាតិចាម, vietnamien : người Chăm ou người Chàm) est un groupe ethnique présent essentiellement au Cambodge, au Viêt Nam et en Chine sur l'île de Hainan, où ils sont appelés Utsul ou Hainan Cham. 
Ce groupe parle le cham, mais également le tsat en Chine : des langues malayo-polynésiennes de branches chamiques proches du jaraï, du rhade et de l'aceh, toutes cinq faisant partie de la famille des langues austronésiennes. 

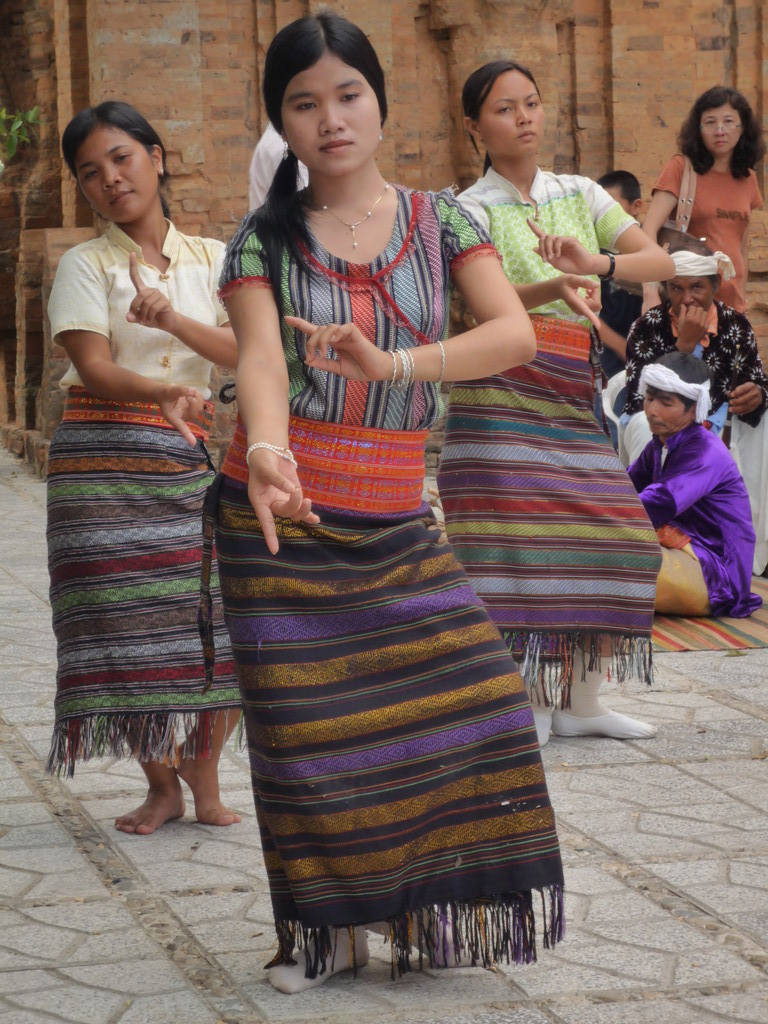
Femmes exécutant une danse traditionnelle cham devant le temple de Nha Trang.

Les Chams ont jadis créé un État puissant, le royaume de Champa situé entre les IIe et XVIIe siècles dans l'actuel Centre du Vietnam, capable de rivaliser avec l'empire khmer.
Austronésiens originaires de Bihar en Inde, le peuple cham a d'abord migré au premier millénaire avant notre ère, en Asie du Sud-Est insulaire à Bornéo et Sumatra, avant de s'installer en Asie du Sud-Est continentale habité par des peuples austroasiatiques môn-khmers présents depuis 5 000 ans.

## Histoire

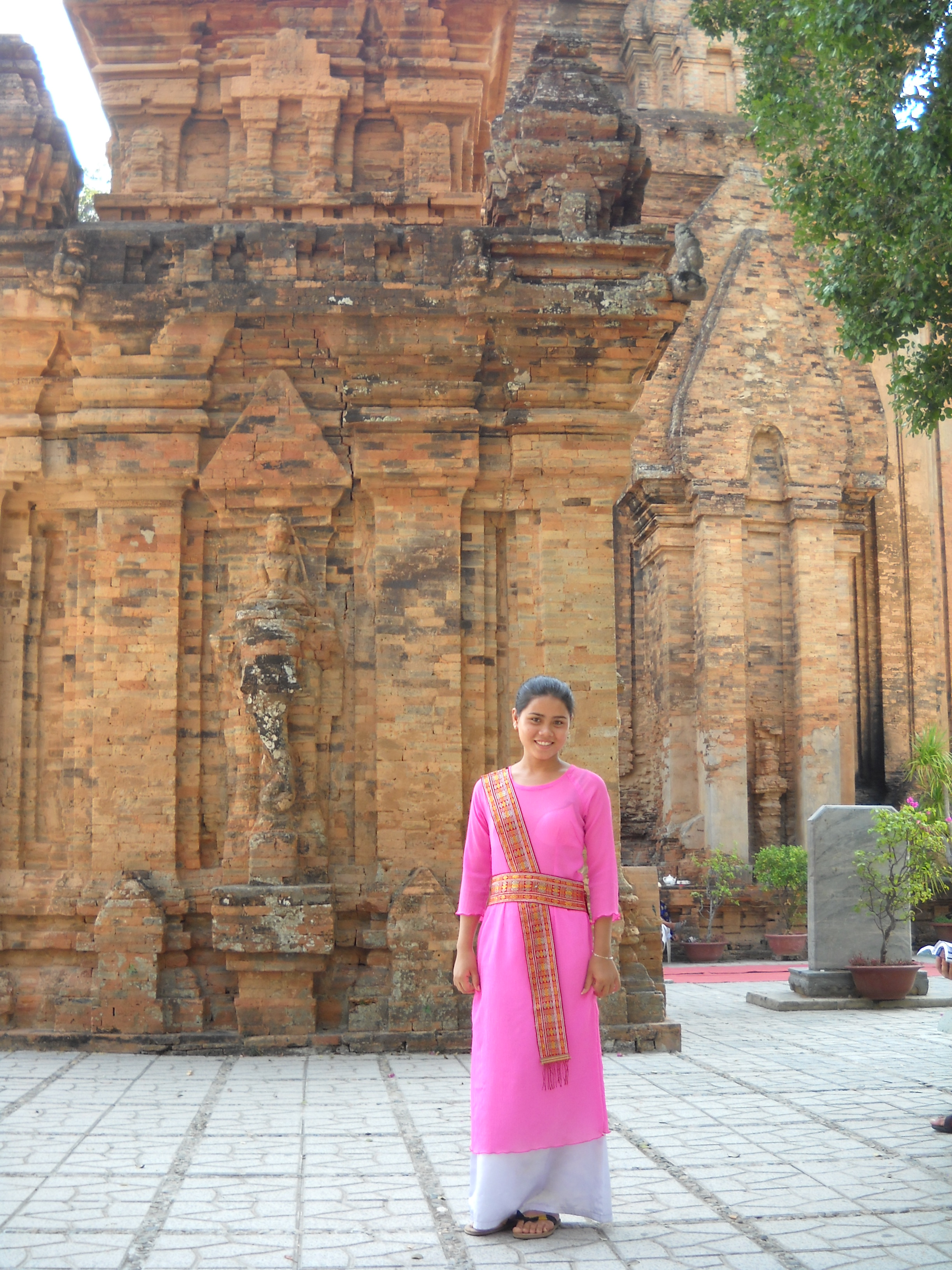
Tenue traditionnelle féminine Cham

Pendant longtemps, les chercheurs ont cru que les Chams étaient arrivés par la terre, chassés de la Chine par les Han (206 av. J.-C. et 220). Récemment, les chercheurs ont établi que les Chams provenaient initialement d’une région de l’ancien Bengale, aujourd’hui au Bihar, en Inde, dont la capitale était Champâpuri, d’où ils ont migré par la mer à la fin du premier millénaire avant notre ère vers la Malaisie et l’Indonésie (Sumatra et Bornéo), pour finalement s’établir dans le centre du Viêt Nam moderne. 
Les Chams originels sont donc les héritiers probables de navigateurs austronésiens de l’Asie du Sud, ayant comme principales activités le commerce, le transport et peut-être aussi la piraterie. Sans avoir formé de thalassocratie laissant des traces dans les sources écrites, ils ont investi les ports au départ d’importantes routes d’échanges reliant l’Inde, la Chine et les îles indonésiennes, puis, au IIe siècle, ils ont fondé dans la région de l’Annam le royaume de Champā, qui sera progressivement absorbé par le Viêt Nam.
C’est un peuple initialement brahmaniste et hindouiste de rites shivaïste et vishnouïste, dont la moitié s’est convertie à l’islam sous l’influence des marchands malais, javanais et hui chinois présents en Asie du Sud-Est continental, entre la fin du XVIe siècle et le XVIIe siècle.
Au XXIe siècle, le peuple Cham vit essentiellement de la pêche à Phnom Penh et Kampong Cham près du Mékong. Avec le développement urbain fulgurant de la capitale, la minorité cham se voit progressivement expulsée par les autorités qui achètent les terres pour étendre la ville.

## Cuisine
La gastronomie cham est diverse, et se distingue notamment par les interdits alimentaires dans deux des religions pratiquées par son peuple. Les hindouistes shivaïstes et vishnouïstes ne mangent pas de bœuf, les musulmans bani ne consomment pas de porc, alors que les bouddhistes cuisinent ces deux viandes. La cuisine cham fait aujourd'hui partie des cuisines ethniques présentes dans la cuisine cambodgienne, la cuisine vietnamienne et la cuisine hainanaise.
Le repas typique cham comporte principalement du riz parfumé nature ou frit, servi avec : de différentes soupes-bouillon ; grillades ; vapeurs ; ragoûts ; curry ; salades de viande aux fruits ou légumes avec herbes aromatiques.
Les desserts ne sont consommés qu'à l'heure du goûter ou lors de différentes fêtes traditionnelles. Les fruits frais étant préférés en fin de repas, comme pour tous les peuples Sud-Est asiatiques.
Exemples de plats :
- Le Cari Saraman (ការីសារ៉ាម៉ាន់) créé au Cambodge : curry de boeuf, d'agneau ou de chèvre au curry Cham (graines et racine de coriandre, cumin, anis étoilé, clous de girofle, cardamome verte, cannelle, piments rouges séchés, graines de carvi, citronnelle, échalotes, ail, galanga, zeste de combava, curcuma, noix de coco râpée et grillée) ; lait de coco ; sucre de palme ; pâte de crevettes ; sauce de poisson ; jus de tamarin et noix de cajou ou cacahuètes grillées. 
Servi avec des crudités ou légumes grillés ; du riz parfumé au jasmin du Cambodge, des vermicelles de riz fermenté Nom banhchok (នំបញ្ចូក) ou du pain français.

- Le Har Pak (ហាបាក) : un beignet tressé en forme de fleur préparé lors des cérémonies cham, traduit en Nom Phka Cham (នំផ្កាចាម).

## Génocide de l'ethnie cham
Entre 1975 et 1979, selon le Centre de documentation du Cambodge, en plus des Khmers, entre 80 000 et 100 000 Chams ont trouvé la mort sous le régime du Kampuchéa démocratique. D'autres ethnies présentes au Cambodge (hans chinois, lao, thaïs et viêts) ont également péri durant cette période.
Lors du procès de Khieu Samphan et Nuon Chea, un témoin Cham évoque un acte de cannibalisme : « Les Khmers rouges ont demandé à une femme de se déshabiller. Ils l’ont ensuite coupée en morceaux. Il y avait du sang partout. Ils lui ont ensuite retiré le foie et l’ont cuit pour en faire leur repas ».
Les Chambres extraordinaires au sein des tribunaux cambodgiens ont jugé, le 16 novembre 2018, que Nuon Chea, étant « chargé de l’exécution des ordres donnés par Pol Pot », il était donc « responsable, en tant que dirigeant, pour tous les crimes, ce qui inclut les crimes de génocide contre les membres de l’ethnie cham, ainsi que les minorités  han chinoises, lao, thaïs et viêts ».

## Religion
L'introduction tardive de l'Islam au sein de la population chame se greffe à un socle originellement shivaïste, vishnouïste et bouddhiste.
Au Viêtnam, les Chams-Vietnamiens sont majoritairement hindouistes (Balamon Cham) et minoritairement musulmans (Cham Bani). Les Chams bani sont considérés par certains musulmans comme des marginaux, en ce sens qu’ils pratiquent un islam dénué de toutes les obligations relatives à la voie majoritaire de l’islam, et hybride de surcroît par son fort penchant hindouiste et bouddhiste.
Alors qu'au Cambodge, du fait de la pratique de l'islam par une majorité de sa population, les Chams-Cambodgiens ont brièvement été surnommés Khmers islam sous l'administration coloniale française, mais cela regroupait même la minorité bouddhiste et hindouiste.
La minorité malaise et javanaise du Cambodge est souvent désignée sous les noms de Khmers Islam et de Chams, qui tend à englober l'ensemble des Cambodgiens musulmans. Les personnes d'origine malaise et javanaise appelés Malais (khmer : ម៉ាឡេ) et Chvea (khmer : ជ្វា), ne parlent plus le malais et le javanais, mais uniquement le khmer.

Drapeau du FLC – Front de Libération du Champa, actif pendant la guerre du Viet-Nam.

## Voir également